# Бертришан
Бертришан (фр. Bertrichamps) насеље је и општина у североисточној Француској у региону Лорена, у департману Мерт и Мозел која припада префектури Линевил.
По подацима из 2011. године у општини је живело 1.081 становника, а густина насељености је износила 54,98 становника/km². Општина се простире на површини од 19,66 km². Налази се на средњој надморској висини од 277 метара (максималној 422 m, а минималној 266 m).

## Демографија
| 1962. | 1968. | 1975. | 1982. | 1990. | 1999. | 2011. |
| ----- | ----- | ----- | ----- | ----- | ----- | ----- |
| 824   | 831   | 908   | 1.016 | 1.045 | 1.062 | 1.081 |

График промене броја становника у току последњих година